# Bleekgroene schotelkorst
Bleekgroene schotelkorst (Lecanora expallens) is een korstmos uit de familie Lecanoraceae.

## Determinatie

### Uiterlijke kenmerken
Bleekgroene schotelkorst is een korstvormig korstmos. Het thallus is dun, wittig met lichtgroene samenvloeiende soralen of geheel soredieus. Het grijsachtige prothallus is soms nauwelijks zichtbaar. Apotheciën zijn zelden aanwezig. Ze zijn plat, lichtbruin met een verdwijnende rand en circa 1 mm groot. 
Hij heeft de volgende kleurreacties: C+ (geeloranje tot donkeroranje, soms vaag) en K+ (onduidelijk geel), KC +/- oranje, P- en UV+ (oranje).

### Microscopische kenmerken
De sporen zijn enkelvoudig, elliptisch, 10–16 × 4–8 µm.

## Ecologie
Bleekgroene schotelkorst groeit op vrijstaande, belichte bomen met een niet te zure schors. Ook op beschaduwde schorsspleten van oudere bomen. Bij vrijstaande bomen groeit de soort aan de schaduwzijde, vaak vergezeld met de dikkere, blauwgrijze gewone poederkorst (Lepraria incana).

## Verspreiding
In Nederland is bleekgroene schotelkorst zeer algemeen voor. Hij staat niet op de rode lijst en is niet bedreigd.